# Ojczyzna (powieść)

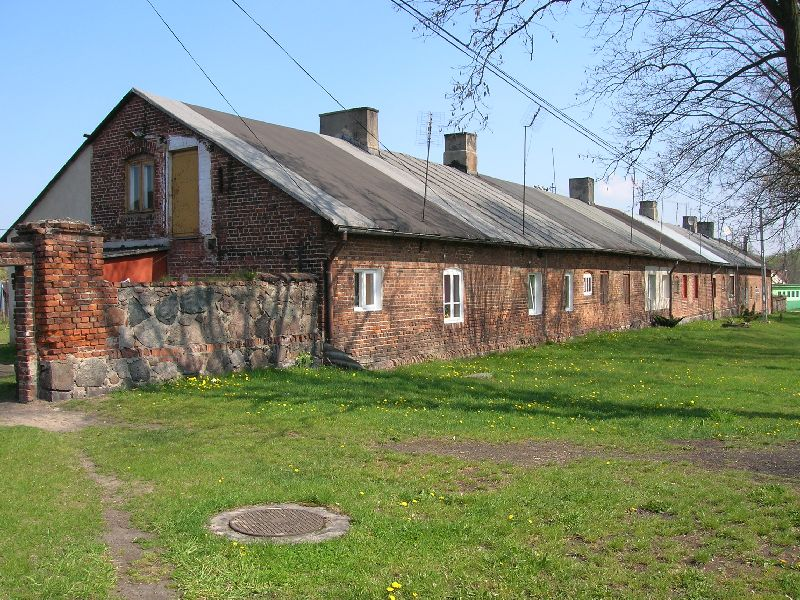
Czworaki w dawnym zaborze rosyjskim – tu mogła się toczyć akcja powieści

Ojczyzna – powieść Wandy Wasilewskiej z 1935 r. Była jednym z prekursorskich dzieł realizmu socjalistycznego w Polsce.
Autorka opisuje losy folwarcznej rodziny Krzysiaków – Magdy i Jaśka, a także ich dzieci – Zośki i Pawła. Akcja rozgrywa się w nieokreślonej wsi zaboru rosyjskiego, mniej więcej od początku XX wieku, do czasów współczesnych powstaniu powieści. Autorka prezentuje przede wszystkim losy mieszkańców czworaków (fornali), w kontekście skrajnej nędzy, w jakiej egzystowała ta grupa społeczna, niezależnie od warunków geopolitycznych, w jakich się znalazła. Permanentny głód, wysoka umieralność noworodków i dzieci, urągające godności ludzkiej warunki mieszkaniowe, 18-godzinny dzień pracy oraz brutalne traktowanie przez nadzorców i karbowych nie zmieniają się wraz z nadejściem niepodległości w 1918. Wielu fornali i chłopów, skuszonych obietnicą wolnej Polski, w której podstawową wartością będą równość i poszanowanie człowieka, ginie w walkach I wojny światowej – za chłopską Ojczyznę. Po nadejściu niepodległości okazuje się jednak, że sytuacja czworacznych nie ulega żadnej poprawie, a obciążenia, ucisk i nędza nawet się nasilają. Wymowna jest scena, w której dziedziczka odmawia konia do szpitala dla fornala, który nadział się na widły w trakcie szczytu prac polowych. Konie potrzebne były do zwózki plonów, zatem poszkodowany sam dotarł do miasteczka i zmarł na stole operacyjnym.
Istotnym elementem powieści jest stała klasowa opozycja między czworakami i dworem – walki, strajki, czy procesy sądowe o należne wypłaty i ordynacje. Pomiędzy tym funkcjonuje wieś z wolnymi chłopami (skłaniającymi się często ku fornalom) i kościół, trzymający zawsze z dworem. Przejmująco ukazana jest sytuacja dzieci folwarcznych – umierających przy narodzinach, z chorób, bitych przez karbowych lub wyrzucanych z domu wraz z rodzinami np. za kradzież niewielkich ilości zboża w okresie głodu. Sytuacja kobiet opisana jest również jako tragiczna – oprócz pracy ponad siły świadczyć muszą usługi seksualne dla lokalnego pana (pokłosiem jednej z takich nocy są narodziny córki Krzysiakowej – Zośki). Dwór i kościół ukazane są jako instytucje całkowicie pozbawione ludzkiego oblicza, służące wyłączenie własnemu interesowi, kosztem nędzy szerokich mas społecznych.